# Teige Fitzpatrick (4e baron d'Upper Ossory)

Teige Fitzpatrick, 4e baron d'Upper Ossory (mort en décembre 1627) (en irlandais Tagdh, également connu sous le nom de Thady Fitzpatrick) issu de la lignée des Mac Giolla Phádraig, est le fils et héritier de Florence Fitzpatrick (3e baron d'Upper Ossory), et de son épouse Catherine O'More.

## Contexte
Teige succède à son père de facto avant le 8 juillet 1615. Le 7 août 1618 avec son fils Barnaby/Brian et son frère John ils reçoivent par lettre patente la confirmation de la possession de leurs domaines. Il meurt en décembre 1627 et il est inhumé dans le tombeau familiale de l'Abbaye de Aghmacarte. Son épouse lui survit jusqu'en 1631 et est inhumée dans la Cathédrale Saint-Canice de Kilkenny

## Union et succession
Teige épouse Joan Butler, la fille de Sir Edmund Butler of Cloughgrenan qui lui donne une large descendance de quatre fils et quatre filles :
- Brian, ou Barnaby Fitzpatrick (5e baron d'Upper Ossory), son successeur.
- Dermot, ou Darby, qui épouse d'abord, Ellinor Comerford (fille de Richard Comerford Esq. (c'est-à-dire Écuyer), veuve de John Kennedy, Esq.; et ensuite, Ellen Shortall (fille de Nicholas Shortall, Esq.). Avec son fils, Dermot Óg, ils sont tués en combattant contre les troupes anglaises à Borris-in-Ossory en 1642.
- Turlough, qui épouse Onora Grace (fille de Oliver Grace, Esq.).
- John
- Margaret, épouse de Thomas Hovenden de Tankardstown Castle, dans le comté de Queen.
- Catherine, épouse Callaghan Fitzgerald de Cloghkyle, dans le comté de Queen.
- Onora
- Joan, épouse William Butler, Esq., de Lynon, dans le comté de Tipperary.

## Sources
- Stokvis, Anthony Marinus Hendrik Johan, préface de H. F. Wijnman, Manuel d'histoire, de généalogie et de chronologie de tous les États du globe, depuis les temps les plus reculés jusqu'à nos jours, Israël, 1966, p. 272 Table n°28a Généalogie des rois d'Ossory I & Table n°28b Généalogie des rois d'Ossory II et des seigneurs de Haut-Ossory.
- (en) Shearman, J. F. Loca Patriciana: Part XII. The Early Kings of Ossory: The Seven Kings of Cashel Usurpers in Ossory: The Kings of the Silmaelodra-Of the Clan Maelaithgen - Maelduin Mac Cumiscagh-Cearbhall Mac Dungal: The Anglo-Norman Invasion of Ossory, &c., &c. Martin the Elder, a Patrician Missionary in Ossory: His Churches. The Journal of the Royal Historical and Archaeological Association of Ireland, vol. 4, no. 33/34, 1878, pp. 336–408. JSTOR, www.jstor.org/stable/25506726. Consulté le 13 janvier 2021.